# الأراجوز (فلم)
الأراجوز فيلم مصري 1989 من بطولة عمر الشريف وميرفت أمين وهشام سليم وأحمد خليل وإخراج هاني لاشين. تصميم وتصنيع العرائس وقام بتمثيل دور الارجوز وتحريك العرائس «هشام جاد».
محمد جاد الكريم يعمل أراجوز ويرى أن هذه المهنة هي مهنة رائعة تزيد وعي الناس ويرى أن دوره لا يقل عن أي شخص مهم لديه ابن وهو بهلول استطاع أن يعلمه حتى تخرج من الجامعة لكن دائما ما كان بهلول مختلف عن أبيه فهو يريد أن يصل سريعا اصطدم هذا طموح الكبير باحد رجال الأعمال( أحمد خليل ) الذي كان من أهل بلدته فاراد ان يعمل عنده فوافق ثم تقرب من ابنته واحبته هي وتزوجها واراد رجل الأعمال ان يقوم بعمل مشروع سياحى كبير في الأرض الزراعيه فيقف الارجوز امام ابنه بهلول الذي يساند هذا الرجل ولكن أعمال الارجوز تواخى بالفشل نتيجه الوعود والامانى الذي يتوعد بها بهلول أهالي قريته الفقراء ويكتشف رجل الأعمال ان زوج ابنته يخطط لكى يكون هو صاحب المشروع وان يدخل المجلس بدل منه فيقف له ولكنه يهدده بابنته فيرضخ له ولكنه يسلط عليه أحد رجاله لقتله ولكن تاتى الرصاصة في زوجه الارجوز التي تكون حامل فتضع مولودا جديدا للارجوز بينما تتوفى هي ليصبح الارجوز مره أخرى وحيدا ويحاول ان يربى الارجوز الصغير ويصحح فيه اخطاء كثيره اخطائها في ابنه بهلول.

## روابط خارجية
- مقالات تستعمل روابط فنية بلا صلة مع ويكي بيانات